# マイケル・コープランド
マイケル・コープランドは、イギリス生まれの起業家。カナダのソフトウェアメーカーであるCorelの創業者であり会長である。

## 生い立ち
1943年4月23日にイングランドのベクスヒル＝オン＝シーに生まれる。

## Mitelの創業
ベル・ノーザン・リサーチ（Bell Northern Research、後のノーテルネットワークス）に就職していたが1973年に、マイクロシステムズ ・インターナショナル（MIL）に勤務。ここでテリー・マシューズと知り合い、二人でミテルを創業し、電子PBXシステムの開発・販売を始める。
当初は成功しており、一時期の売上高は2億5千万ドルまで達したが、拡大しすぎたことと開発上の問題により、「ブリティッシュ・テレコミュニケーションズ」（後のBTグループ）に買収される事になり、1984年に株主の反対を押し切りコープランドとマシューズは会社を去った。

## Corelの創業
1985年コープランド・リサーチ・ラボラトリー（Cowpland Research Laboratory）の頭文字をとりCorelを創業し、1987年にDTPワークステーションを販売していたが、1989年にグラフィックソフトCorelDRAWを発売するまで成功はなかった。
1996年には、ノベルからWordPerfectを1億5800万ドルで買収し、生産管理ソフトウェアへの進出でマイクロソフトに挑戦状を叩きつけた。CAD、ビデオ会議、Java、Linux、その他の開発分野への進出も失敗に終わった。

## インサイダー取引疑惑
コープランドは、同社が期待外れの決算を発表する直前に、インサイダー情報を利用して2,000万ドル相当のCorel株を1株あたり8ドルで売却した疑いで、1999年から2000年にかけてオンタリオ証券委員会（OSC）の調査を受けた。 両者は 2003 年に訴訟を解決し、コープランドは 575,000 ドルを支払うことに同意した。コープランドが 8 ドルでインサイダー取引を行ったとされる事件を受けて、Corel 株はLinuxブームの最盛期である 1999年11月頃に、1 株あたり 60 ドルのピークに達した。 Corel のCorel Linux は、Microsoft Windows の潜在的なライバルになると見られていたからである。
Linuxのクリティカルマスを作る目的でボーランドを買収しようとして失敗した後、2000年8月にCorelを去り、NASDAQに上場しているデータベースとモバイルコンテンツの会社であるZIM corporation（ZIMCF）の経営権を買収した。